# 瓦朗坦·塔贝利翁
瓦朗坦·塔贝利翁（法語：Valentin Tabellion，1999年3月23日—），法国男子自行车运动员，2021年世界场地自行车锦标赛男子团体追逐赛银牌得主、2022年欧洲场地自行车锦标赛男子团体追逐赛金牌得主。